# As-Safawi
As-Safawi – miejscowość w Jordanii, w muhafazie Al-Mafrak. W 2015 roku liczyła 2315 mieszkańców.